# Amaxia consistens
Amaxia consistens är en fjärilsart som beskrevs av William Schaus 1905. Amaxia consistens ingår i släktet Amaxia och familjen björnspinnare. Inga underarter finns listade i Catalogue of Life.